# Phare de Lividonia
Le phare de Lividonia (en italien : Faro di Lividonia ou semaforo di Porto Santo Stefano) est un phare actif situé sur le territoire de la commune de Monte Argentario (province de Grosseto), dans la région de Toscane en Italie. Il est géré par la Marina Militare .

## Histoire
le phare, mis en service en 1883 par la Regia Marina, se situe à l'extrémité nord du Promontorio dell'Argentario, à l'ouest de Porto Santo Stefano,. Il a été restructuré en 1926. Il marque l'extrémité nord-ouest du promontoire de Monte Argentario. Il est entièrement automatisé et alimenté par le réseau électrique.

## Description
Le phare  est une tour octogonale en maçonnerie de 12 m de haut, avec galerie et lanterne, au front d'une maison de gardien de deux étages. La tour est peinte en blanc, le bâtiment est brun-rouge, et le dôme de la lanterne est gris métallique. Utilisant toujours sa lentille de Fresnel d'origine il émet, à une hauteur focale de 47 m, un éclat blanc d'une seconde par période de 5 secondes. Sa portée est de 16 milles nautiques (environ 30 km) pour le feu principal et 11 milles nautiques (environ 20 km) pour le feu de veille.
Identifiant : ARLHS : ITA-134 ; EF-2144 - Amirauté : E1480 - NGA : 9076 .

## Caractéristiques dufeu maritime
Fréquence : 5 secondes (W)
- Lumière : 1 seconde
- Obscurité : 4 secondes

### Lien connexe
- Liste des phares de l'Italie